# 花輪えみ
花輪 えみ（はなわ えみ、1月7日 - ）は、日本のコラムニスト、ライター、編集者である。埼玉県草加市出身。早稲田大学卒業。血液型はO型。

## 来歴
幼少期から千葉県習志野市で過ごす。渋谷教育学園幕張高等学校を経て、早稲田大学文化構想学部（旧・早稲田大学第二文学部）を卒業。大学在学中に濠モナシュ大学への留学を経験している。
同じく大学在学中、女性向けサイトでの編集に従事。当時の編集長であり、師匠と仰ぐ東香名子と出会う。その後、同氏に勧められて複数のWEBメディアと業務委託契約を結び、ライター業を経験した。
大学卒業後に就職した製造小売業との兼業を経て、ライターとして活動。独立後は取材記事や、マンガ書評、美容等のコラムを執筆しながら、全国から累計2万人が受講する女性限定キャリアスクール「SHElikes（シーライクス）」のライターTAも兼任し、課題の添削に取り組んでいる。

## 人物
- 両親が好んで聴いていたことをきっかけに昭和歌謡ファンになる。小学校時代からテレビと縁遠い生活を送り、ジャニーズの洗礼を受けないまま思春期を終えた。
- 趣味はマンガを含む読書、映画鑑賞。本人は「趣味がないと思われるような趣味ばかり」と悩んでいる。江國香織を好んで読む。

## エピソード
- 師匠である東香名子とはプライベートでも親交があり、コロナ禍前にはカラオケも行っていた。その際に好んで歌う曲が松田聖子、キャンディーズ、ピンク・レディーと年齢にそぐわないものばかりとなり、友達と意思疎通できているかを心配された。
- 大学在学中から結婚や独身女性向けのコラムを多数執筆していたため、顔合わせの段階で年齢に驚かれることが多数あったという。